# Planeta Dinossauro (Discovery Channel)
Planeta Dinossauro é um documentário dividido em 4 partes que foi lançado primeiramente no canal Discovery Channel em 2003. É estrelado pelo paleontólogo Scott Sampson e narrado por Christian Slater.
O formato é similar ao antigo documentário da Discovery: Quando os Dinossauros dominavam a Terra (Inglês: When Dinosaurs Roamed America). Cada episódio conta um relato fictício de um dinossauro de 80 milhões de anos atrás. Os animais são recriados em CGI e composto em locais filmados dos dias de hoje que se aproximam da Terra pré-histórica. Interlúdios periódicos apresentam Scott Sampson explicando achados científicos atrás das histórias.

## Sinopse
Este documentário fala sobre a vida dos dinossauros, como eles viviam, como os predadores caçavam, comos os herbívoros sobrevivam, e qual foi a extinção dos dinossauros, e por que essas feras precisavam lutar.

## Episódios
Deserto de Gobi, (Mongólia), 80 MYA
Episódio 01:A viagem de crista branca
Uma velociraptor da Mongólia chamada Crista Branca,expulsa de seu bando,procura comida,sozinha e indefesa ,isso faz dela um alvo fácil para outros predadores,nisso,ela encontra um bando de três paquicéfalos então decide atacar, mas o problemas é que são 3, então elas espera um se afastar do grupo,aí ela ataca,mas ele chama os outros e ela foge
Episódio 02: Alpha